# Alexandre Réformatski (chimiste)
Pour les articles homonymes, voir Alexandre Réformatski et Réformatski.
Alexandre Nikolaïévitch Réformatski (en russe : Александр Николаевич Реформатский), né le 25 novembre 1864 à Borissoglebskoïé (gouvernement de Kostroma, Empire russe) et mort le 27 décembre 1937 à Moscou (URSS), est un chimiste russe puis soviétique.

## Biographie
Alexandre Nikolaïévitch Réformatski naît le 25 novembre 1864 (le 7 décembre selon le calendrier grégorien) à Borissoglebskoïé, dans l'actuel oblast d'Ivanovo. Frère cadet du chimiste Sergueï Réformatski, il étudie comme lui à l'université de Kazan sous la direction d'Alexandre Zaïtsev. Diplômé en 1888, il commence l'année suivante à enseigner la chimie organique, la chimie minérale et l'histoire de la chimie à l'université de Moscou. Après un séjour à Heidelberg en 1894, où il collabore avec le chimiste allemand Viktor Meyer, il occupe diverses fonctions professorales au sein des Cours coopératifs de Moscou (1898) et des Cours avancés pour femmes de Moscou (1900). De 1901 à 1919, il est aussi professeur de chimie à l'université populaire Chaniavski (ru), tout en exerçant les fonctions de directeur de l'Académie de formation scientifique de Moscou de 1906 à 1916. À la mort de son mentor Zaïtsev en 1910, il est pressenti pour lui succéder à l'université de Kazan, mais choisit plutôt de privilégier ses activités moscovites, ce qui permet à Alexandre Arbouzov (en) de briguer le siège vacant. Réformatski fera par la suite un passage comme professeur à la seconde université d'État de Moscou en 1918. Il meurt le 27 décembre 1937 à Moscou.

## Travaux
Les principaux travaux d'Alexandre Réformatski portent sur la composition de l'huile essentielle de rose, qu'il étudie avec Vladimir Markovnikov en 1894 ; sur les aldéhydes aromatiques, sur lesquels il mène ses propres recherches en 1901 ; sur l'effet de l'iodure d'allyle (en) et du zinc sur l'ester éthylique de l'acide α-bromopropionique (dérivé de l'acide propanoïque) ; et sur la synthèse de mono-alcools insaturés de la série CnH2n-5OH (1908). Il est également connu pour ses traités de chimie minérale (1903) et de chimie organique (1904), régulièrement réédités tout au long du XXe siècle.